# Pollenia bisulca
Pollenia bisulca este o specie de muște din genul Pollenia, familia Calliphoridae, descrisă de Pandelle în anul 1896. Conform Catalogue of Life specia Pollenia bisulca nu are subspecii cunoscute.